# يولاندا
يولاندا مسلسل رسوم متحركة إيطالي انتج عام 1999 ويتكون من 26 حلقة وتمت دبلجة المسلسل للغة العربية وعرض المسلسل على قناة أي آر تي تينز .

## قائمة الحلقات
1. ابنة القرصان الأسود
2. في سجن ماراكايبو
3. حيلة الزواج
4. حريق على متن الطائرة
5. رعب البحار
6. بالما غراندي
7. في قلب البركان
8. الهجوم على جزيرة تورتوجا
9. الصعود
10. حطام السفينة
11. حفلة تنكرية
12. الهروب في الغابة
13. مخبأ القراصنة
14. القلعة المسحورة
15. كنز ماركيز
16. سر الهرم
17. الخائن
18. شلال الملائكة
19. لعنة القرصان الأسود
20. خيانة نازغول
21. السر
22. عين العاصفة
23. الوردة السوداء
24. الجزر التوأم
25. ظهور الأشباح
26. القرصان الأسود

## روابط خارجية
- يولاندا على موقع IMDb (الإنجليزية)
- يولاندا على موقع قاعدة بيانات الفيلم (الإنجليزية)

- Scheda su Raiclick